# 清潭高等学校
清潭高等学校（チョンダムこうとうがっこう）は、大韓民国ソウル特別市江南区狎鴎亭にある公立高等学校。

## 沿革
- 1990年 - 1月20日、開校認可（学級数39）。3月3日、第1回入学式。5月22日開校式
- 1993年 - 2月12日、第1回卒業式[1]

## 主な卒業生
- チョン・ユジン - ジュエリーの元メンバー

- BF - ドンヒョン
- KARD - チョン・ジウ
- シン・ジス - TAHITIの元メンバー
- BTOB - プニエル
- DAY6 - Young K

- Stray Kids - バンチャン、スンミン
- TWICE - ジヒョ
- CLC - スンヒ
- fromis_9 - パク・ジウォン
- BOYNEXTDOOR - テサン
- xikers - パク・ジュンミン
- BAE173 - ムジン
- Weeekly - パク・ソウン
- HAWW - ジョングン
- FANTASY BOYS - ホン・ソンミン
- POLARIX - ヤン・ドンファ

### その他
- テミン - アイドルSHINeeのメンバー。中退
- ヒョンソク - アイドルTreasureのメンバー。中退
- イ・シウォン - 俳優。

- アン・ヒョソプ - 俳優。

- チョン・ユラ - 母は、朴槿恵元大統領の親友で実業家の崔順実。虚偽の公文書で出欠をごまかしていたなどとして、卒業を取り消された。